# Попея Сабина Старша
Попея Сабина Старша (на латински: Poppaea Sabina; † 47 г.) e римска аристократка от 1 век и майка на Попея Сабина, римска императрица и втора съпруга на император Нерон.

## Биография
Попея е дъщеря на Гай Попей Сабин, консул 9 г., управител на Мизия и най-красивата жена по нейното време.
Тя е омъжена първо за Тит Олий, приятел на Луций Елий Сеян. С него има дъщеря Попея Сабина, на която дава по-престижното име на баща си. След като съпругът ѝ Тит Олий пострадва от скандала със Сеян тя се омъжва за Публий Корнелий Лентул Сципион.
Попея е забъркана в скандали. Аферата ѝ с артиста Мнестер води до нейната смърт през 47 г., понеже е съперница на Месалина, съпругата на император Клавдий. Месалина се стреми да направи процес срещу Децим Валерий Азиатик, който също е любовник на Попея, за да я накърни. Попея е накарана да се самоубие.